# Agylla analipunctaria
Agylla analipunctaria är en fjärilsart som beskrevs av Daniel 1955. Agylla analipunctaria ingår i släktet Agylla och familjen björnspinnare. Inga underarter finns listade i Catalogue of Life.